# Neoatticismo

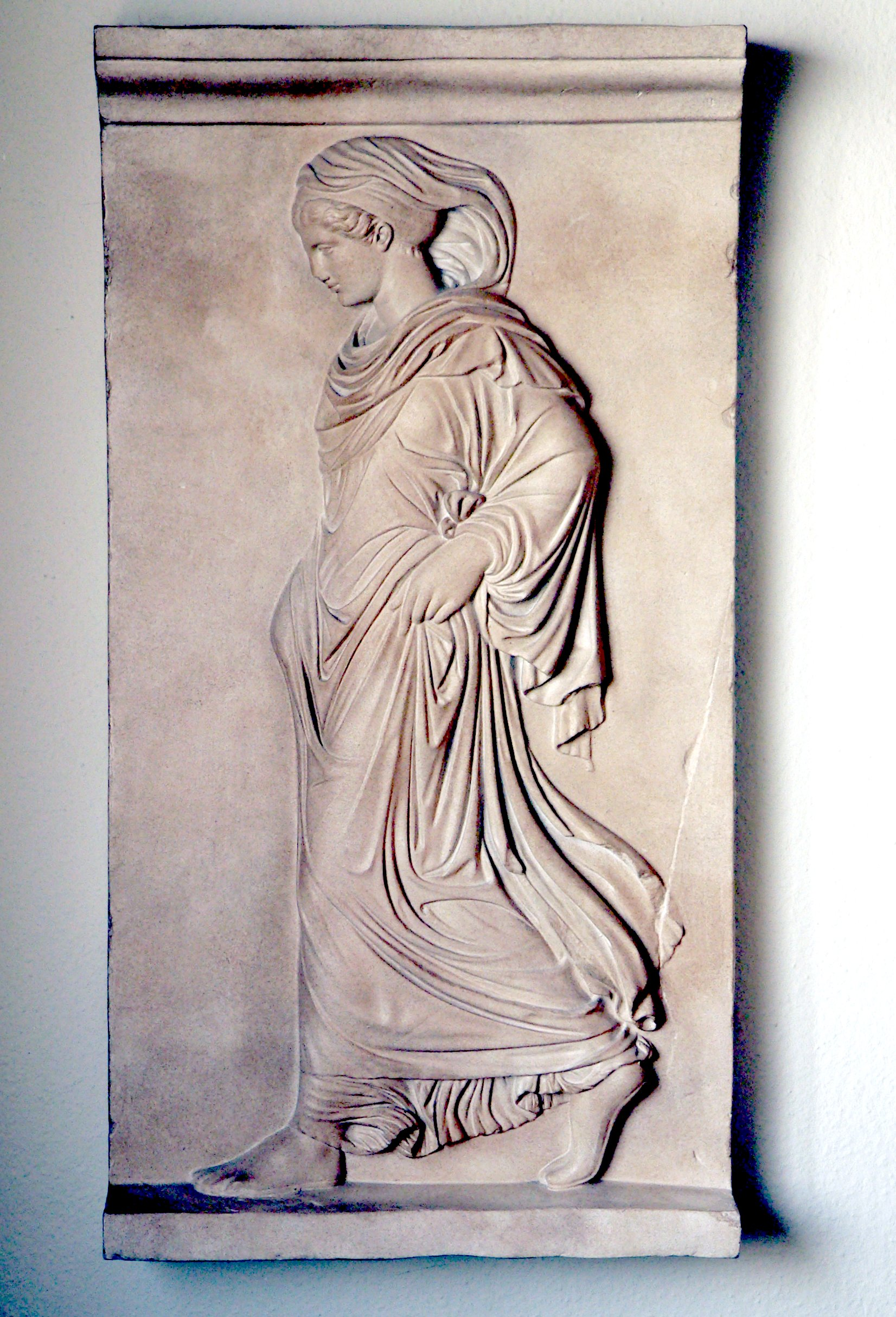
La Gradiva, esempio di scultura neoattica.

Il Neoatticismo o stile neoattico (dalla regione storica di Atene, l'Attica) è una fase della scultura antica iniziata nel II secolo a.C. e conclusasi nel II secolo d.C. Attraverso di esso la cultura artistica greca si diffonde in occidente con una produzione rivolta prevalentemente alla clientela romana, divenendo base per la cultura artistica ufficiale successiva. Il termine venne coniato da Heinrich Brunn nel 1853 per differenziare gli artisti e le opere attiche di età ellenistico-romana dagli originali del V e IV secolo a.C. cui si ispiravano.

## Storia e sviluppo
Nell'ambito dell'arte ellenistica la scuola attica resta legata ai temi dell'arte del V e del IV secolo a.C., coerentemente con quell'atteggiamento conservatore che Atene aveva mantenuto durante tutto il periodo ellenistico, dando luogo ad opere di tendenza classicistica entro le quali l'influenza dell'arte di Lisippo, a partire dal III secolo a.C., resta come trattenuta negli schemi tradizionali.
L'inizio del classicismo neoattico viene celebrato da una delle fonti di Plinio, Apollodoro di Atene, come la rinascita dell'arte, dopo l'imbarbarimento dovuto alla diffusione dell'arte lisippea, e datato alla metà del II secolo a.C. È, tra l'altro, in questa fase che compare il termine athenaios dopo le firme degli scultori attici, termine che non indica meramente la provenienza dello scultore, ma il suo stile classicista. Il neoatticismo si delinea così come una scuola il cui sapere si tramanda all'interno di famiglie di scultori i quali monopolizzano la produzione. Uno dei primi scultori della scuola neoattica viene solitamente indicato in Damofonte di Messene, ma le officine scultoree neaottiche erano dislocate soprattutto ad Atene e servirono la grande domanda dei collezionisti romani di statue secondo lo stile severo, lo stile postfidiaco e classico del V-IV secolo a.C. e lo stile arcaistico della metà del IV secolo a.C. I neoattici producevano copie (il cui mercato era all'epoca molto ingente), ma soprattutto opere originali con un atteggiamento intellettualistico ed eclettico.
Sebbene ci sia noto in massima parte solo nella dimensione scultorea, articolandosi nella produzione a tutto tondo, nei rilievi e nelle opere decorative, il neoatticismo interessò anche la pittura e l'architettura. Artisti neoattici, come l'architetto Ermodoro di Salamina, si stabilirono anche direttamente a Roma, dominando la produzione artistica.

## Copie
Il fenomeno delle copie nasce con l'inizio del I secolo a.C. per progredire tecnicamente e come specializzazione all'interno delle botteghe fino al periodo di Augusto; il livello di interpretazione rispetto all'originale poteva determinarsi anche dalla necessità di aggiungere puntelli ad opere marmoree tratte da originali bronzei, o dal gusto del committente; le copie inoltre venivano firmate, segno evidente di consapevolezza autoriale. Pasitele, riferisce Plinio (Nat. hist., XXXVI, 39), fu autore di un trattato in cui si canonizzavano le opere da copiare.

## Statue ritratto
La statua ritratto di Ofellius Ferus rinvenuta a Delo, databile al tardo II secolo a.C. e sicuramente non posteriore al 69 a.C. fornisce un terminus ante per questa tipologia di opere in cui ad un corpo modellato sullo schema iconografico di un'opera classica si univa il ritratto di personaggi pubblici.

## Originali neoattici
Tra gli originali neoattici maggiormente noti si ricordano la Venere de' Medici e il torso del Belvedere, la prima firmata da un Cleomene di Apollodoro, il secondo da Apollonio di Nestore.

## Rilievi
Lo stesso atteggiamento che si riscontra nella produzione neoattica a tutto tondo è possibile rinvenire nei rilievi destinati all'esportazione.